# Moulin Russon
Le Moulin Russon est un moulin à eau du XIIème toujours en activité.
Depuis 2004, le Moulin Russon est un lieu dédié à la valorisation du patrimoine meunier. C'est un support pédagogique « grandeur nature » sensibilisant les visiteurs aux patrimoines culturels immatériels. Le site situé à Bussy-Saint-Georges, est géré par l'Office de Tourisme de Marne & Gondoire depuis 2018.

## Historique
Au XVIIe siècle, le Moulin Russon fait partie de la propriété du Château de Guermantes, qui appartient alors à la Famille Pondre, une famille de seigneurs qui dirige les terres de Guermantes, Bussy-Saint-Georges et Bussy-Saint-Martin. Leur propriété comprend également les fermes de Guermantes, de Roquemont et de la Rivière ainsi que des vignes, terres et maisons. Le Moulin Russon est alors géré par des baux renouvelables. De nombreux bailleurs se succèdent de 1585 à 1855.
En 1852, le moulin se modernise pour devenir une petite minoterie dont la caractéristique essentielle est le montage à l'anglaise des engrenages.
Il cesse son activité vers 1911 pour devenir une maison particulière dès les années 1950, puis un local technique de la ville de Bussy-Saint-Georges. Des éléments du moulin, comme la roue et les meules disparaissent, mais les engrenages subsistent.

### Réhabilitation
La Communauté d'Agglomération de Marne et Gondoire a acquis le Moulin Russon dans le cadre de l'aménagement de la vallée de la Brosse.
Sa réhabilitation (2002-2004) a restauré la grande roue à augets de 5,8 m de diamètre et a réinstallé deux paires de meules de 1,4 m de diamètre.

## Présentation
À l'extérieur, le bief est situé sur un point haut, il alimente le moulin de façon régulière depuis le ru de la Brosse. Il se vide par la ventellerie, un ensemble de vannes donnant au meunier la possibilité de régler le débit de l’eau pour obtenir un maximum de force motrice.
La grande roue est une roue dite « en dessus » car elle est alimentée en eau par le haut. À la force du courant, s'ajoute le poids de l'eau qui remplit les augets entraîne la roue. Ce système est plus efficace que celui de la roue "en dessous" entraînée par la seule force du courant de l'eau d'un cours d'eau.
Un canal de fuite évacue l'eau utilisée par le moulin vers l'étang de la Loy.
Dans la salle du mécanisme (au rez-de-chaussée) se trouve le démultiplicateur. Des engrenages transmettent la force motrice en accélérant la vitesse de rotation vu leurs diamètres. Le démultiplicateur actionne également des courroies dont le rôle est de faire fonctionner les autres machines à l'étage telles que la bluterie et le monte-sacs.
Les engrenages semblent être en métal, mais plusieurs, notamment la grande roue horizontale, sont en bois.
À l'étage, se trouve la salle des meules. C'est l'action de la meule supérieure (dite "tournante") sur la meule fixe inférieure (dite "dormante") qui écrase le grain et produit de la farine.

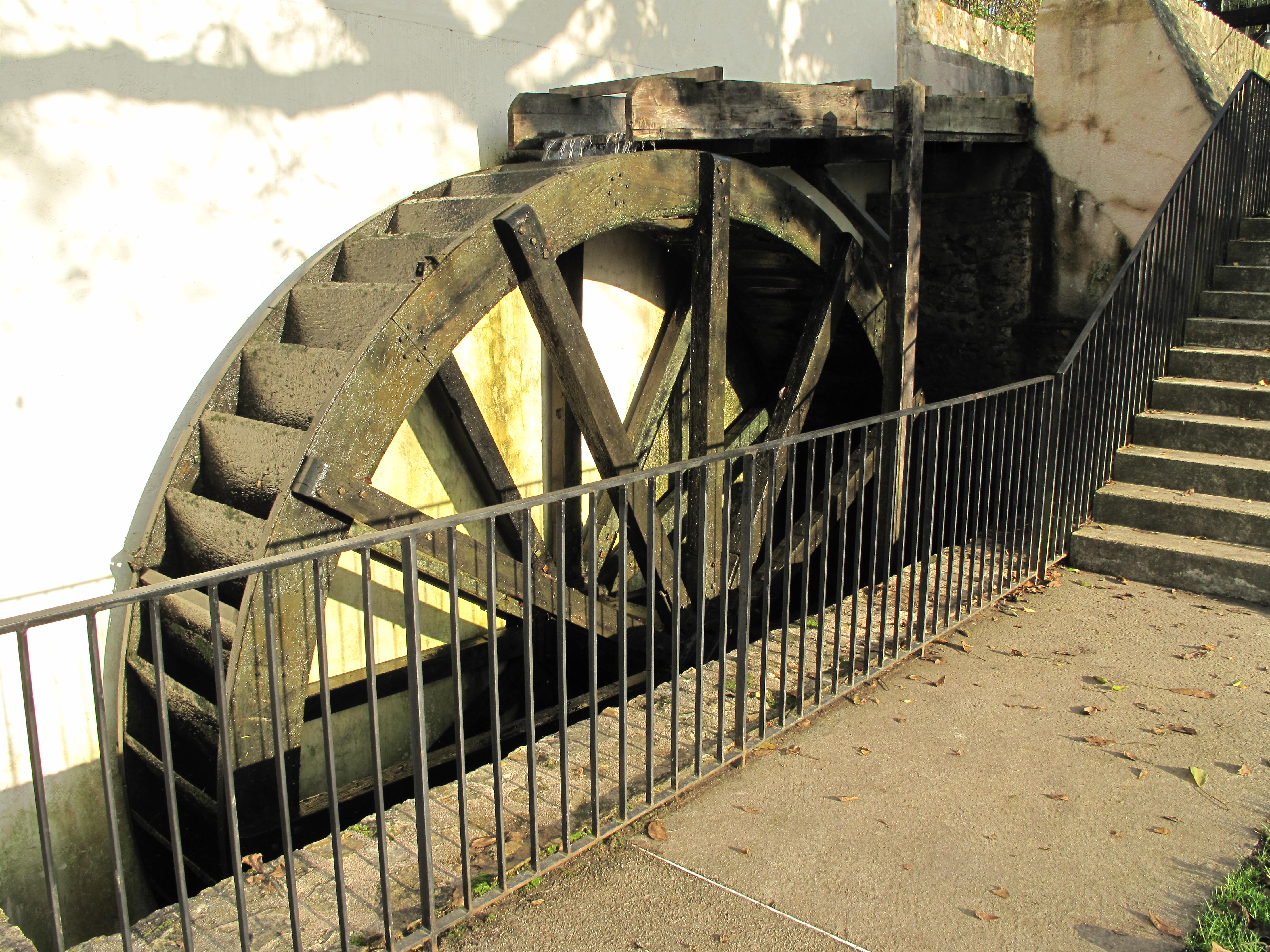
La roue, vue de profil
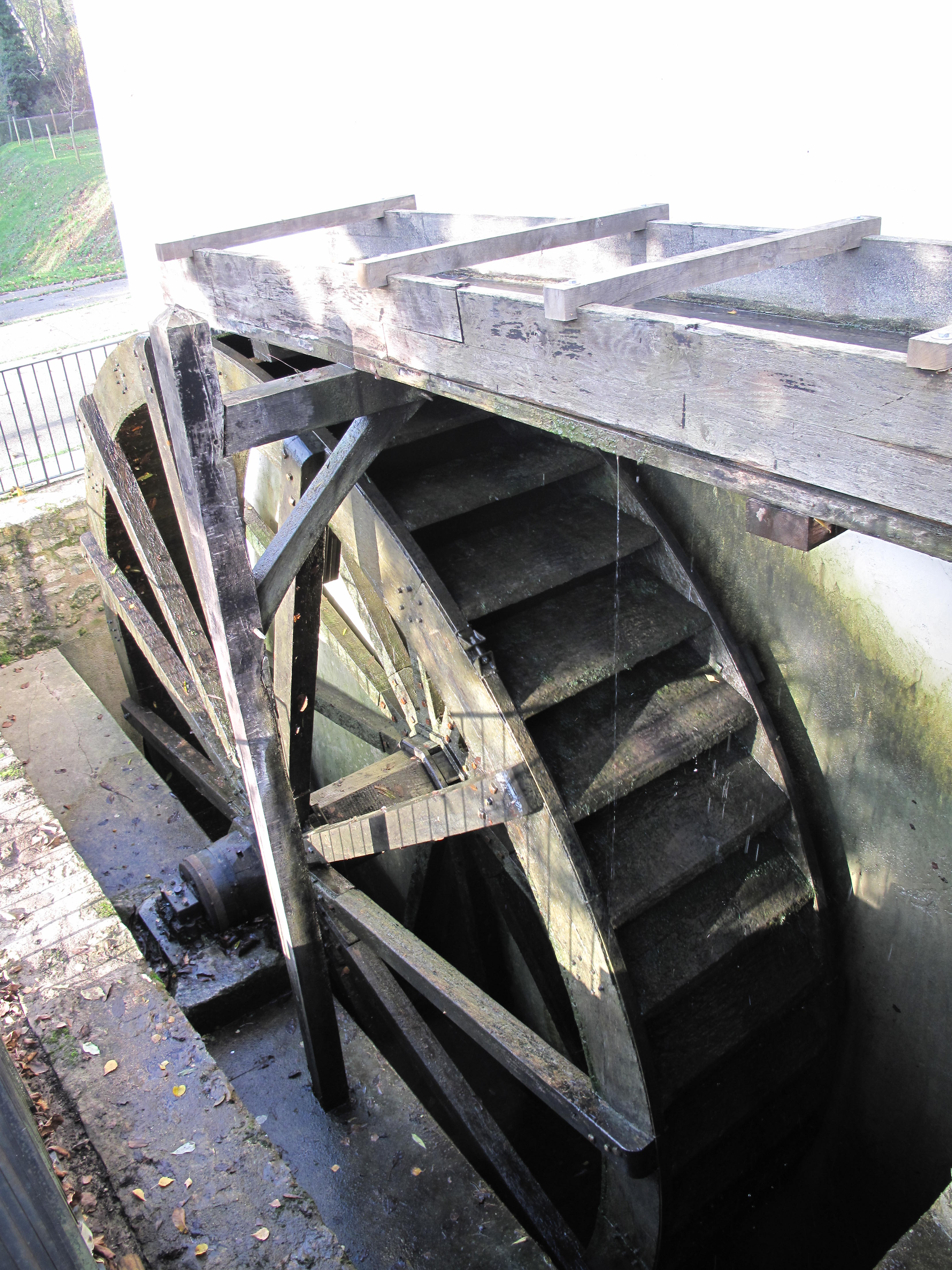
La roue, vue de haut
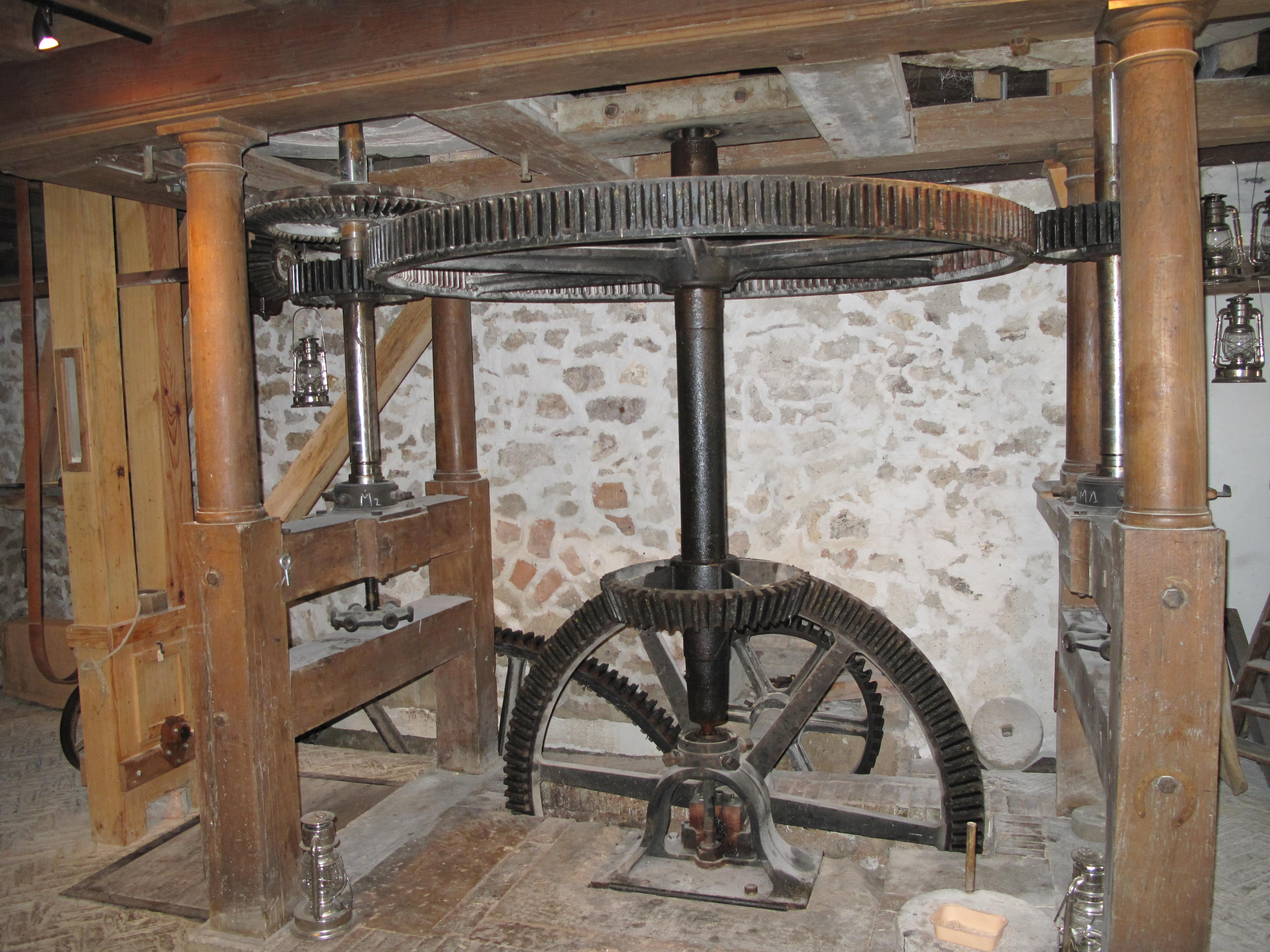
RDC, la salle du mécanisme
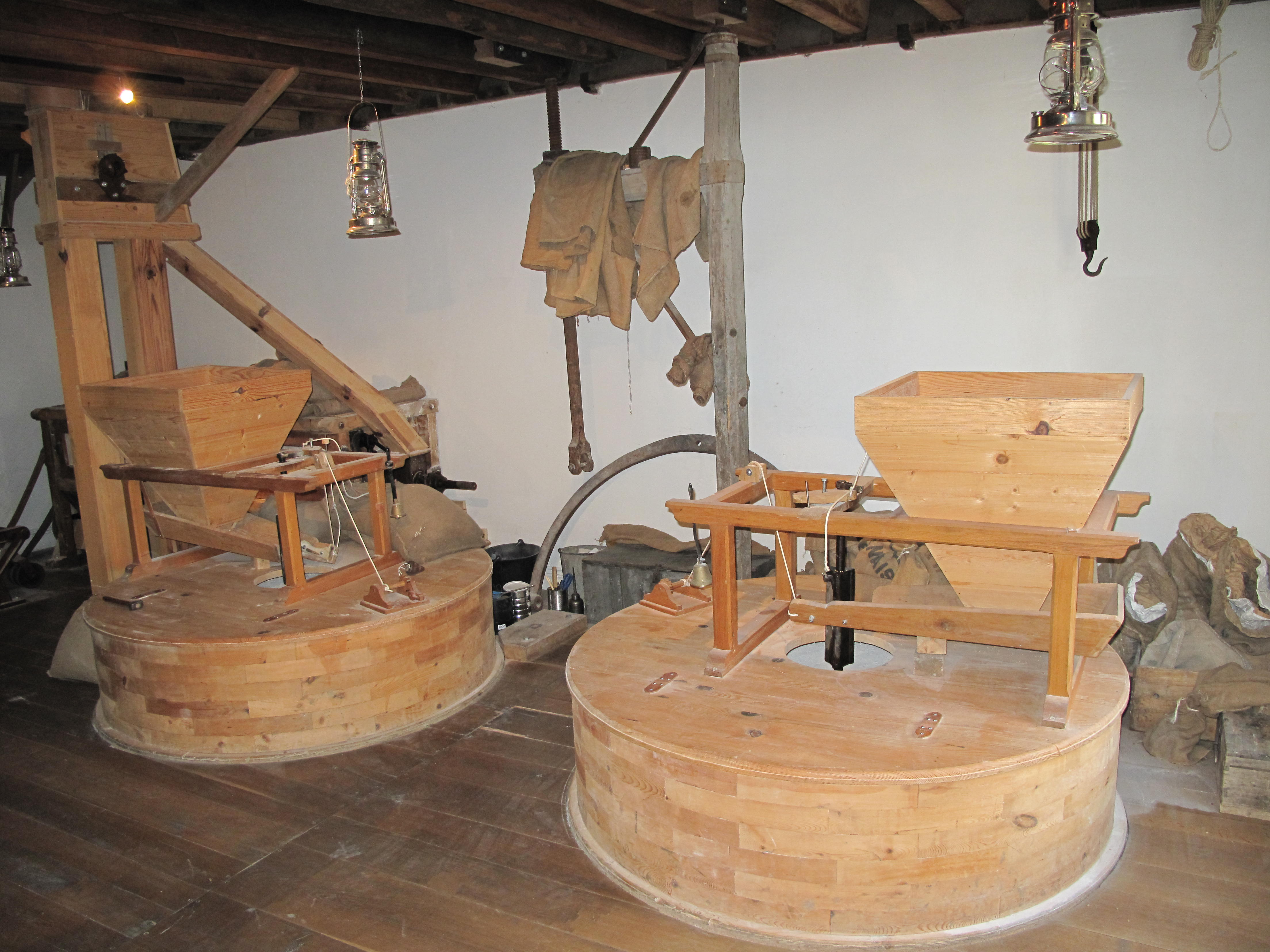
1er étage, la salle des meules

## Notes et références

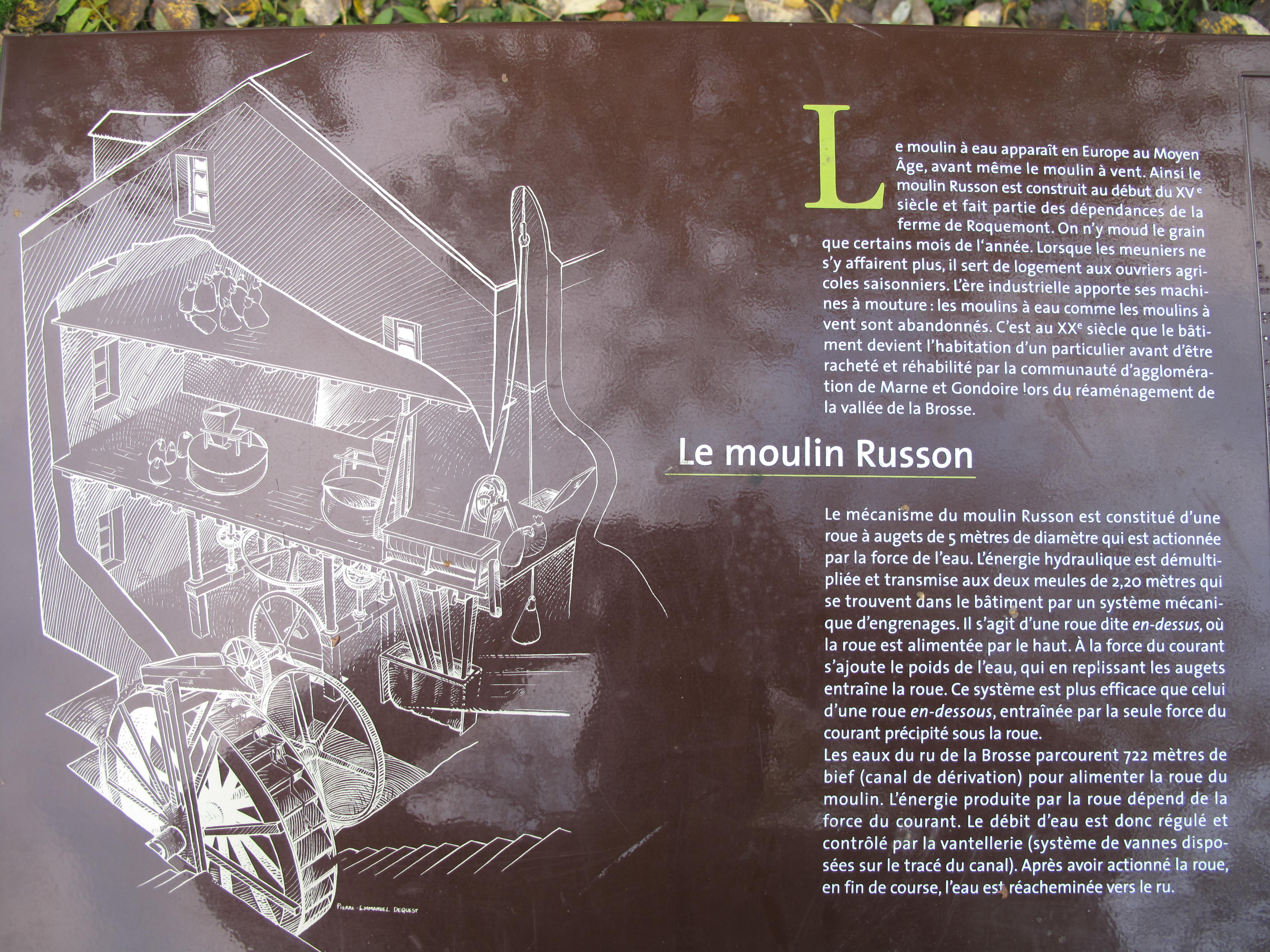
Plaque d'information

### Sources
- Plaque d'information à l'entrée du site
- Dépliant disponible lors de la visite du site